# Kathleen Lynn de Brown
Kathleen Lynn de Brown (25 de septiembre de 1945) es una política estadounidense que fue Tesorera del Estado de California. Es hija del ex gobernador de California Pat Brown y hermana del también gobernador Jerry Brown.

## Biografía
Brown es abogada y fue elegida por primera vez para la Junta municipal de Los Ángeles de Educación en 1975, y reelegida en 1979. Fue miembro de la Junta de Los Ángeles de Obras Públicas de 1987 a 1989. Fue elegida Tesorera del Estado de California en 1990.
Brown es licenciada de la Universidad de Stanford y la Facultad de Derecho de la Universidad de Fordham. Ella tuvo tres hijos con su primer marido, George Rice, de quien más tarde se divorció. Está casada actualmente con Van Gordon Sauter, durante un tiempo presidente de CBS News, y tienen cinco hijos. Su perro, llamado Sutter, fue dado a Jerry Brown, y se convirtió en el primer perro de California en 2011. 
Brown se presentó para el cargo de gobernador (hubiera sido la primera mujer gobernadora de California y el tercer miembro de la familia Brown después de su padre y su hermano en ostentar el cargo), pero fue derrotada por el titular republicano gobernador Pete Wilson (quien también derrotó a Jerry Brown para uno de los escaños para California en el Senado en 1982) en la elección para gobernador de 1994.
Actualmente se desempeña como socia del bufete de abogados Manatt, Phelps & Phillips.